# Danny Kladis
Daniel Kladis (10 de fevereiro de 1917 – 26 de abril de 2009) foi um automobilista norte-americano que esteve em nove (duas) 500 Milhas de Indianápolis (sete (uma) quando a prova contava pontos para o Mundial de Pilotos da Fórmula 1 de 1950 até 1960): 1946, 1949 (não se qualificou), 1950 (não se qualificou), 1951 (não se qualificou), 1952 (não se qualificou), 1954 (compartilhou com Spider Webb), 1955 (não se qualificou), 1956 (não se qualificou) e 1957 (não se qualificou).